# Heribert (Eichstätt)

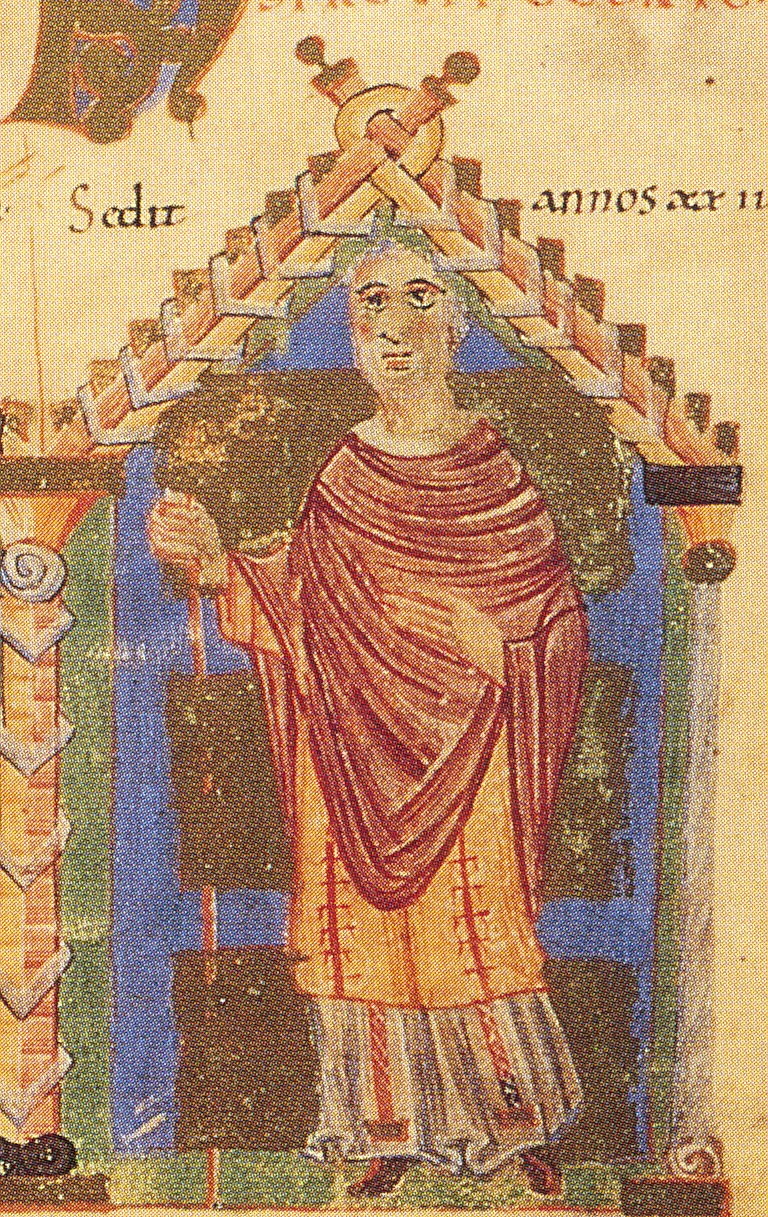
Bischof Heribert im Pontifikale Gundekarianum

Heribert († 24. Juli 1042 in oder nahe Freising) war Fürstbischof von Eichstätt von 1022 bis 1042.

## Herkunft
Heribert war der Bruder des nachfolgenden Bischofs Gez(e)mann. Die Brüder stammten wahrscheinlich aus dem hochadeligen rheinfränkischen Geschlecht der Konradiner, welches im Wormsgau begütert war, und waren Neffen sowohl des Würzburger Bischofs Heinrich I. († 1018), als auch des Kölner Erzbischofs Heribert († 1021). Weiterhin bekannt ist die Verwandtschaft zu Abt Williram von Ebersberg. Die ältere Forschung schreibt Heribert und die anderen Familienmitglieder den Grafen von Rothenburg (nach Rothenburg ob der Tauber) zu, Heribert wird daher auch fälschlicherweise als Heribert von Rothenburg bezeichnet.

## Leben und Wirken
Zusammen mit seinem Bruder Gez(e)mann besuchte Heribert die Domschule von Würzburg, wo er auch Würzburger Domherr wurde. Der bischöfliche Neffe war ein begabter Hymnen-Dichter, der sich nicht nur am Main einen Namen machte; die Hymnen haben sich in zahlreichen Handschriften erhalten.
Er wurde als Hochadeliger von Heinrich II. offenbar als Gegengewicht zur herzöglichen Gewalt in Bayern und Schwaben eingesetzt. Mit Heinrich II. und seinem Nachfolger Konrad II. verband sich eine enge Beziehung zum Bistum Eichstätt. Heribert befand sich im Gefolge des Königs auf mehreren Stationen innerhalb des Reiches.
Stolz auf die in Würzburg erfahrene Bildung, hielt Heribert nicht viel vom Eichstätter Bildungswesen; so bemühte er sich, den Domscholaster Gunderam abzusetzen, was er wegen der Fürsprache aus Würzburg schließlich nicht tat. Er verkleinerte das Domkapitel von 70 auf 50 Kanoniker und fand die überzähligen Domherrn mit Pfarrstellen ab. Nicht zufrieden war er auch mit den baulichen Gegebenheiten seiner Bischofsstadt. So ließ er hier alles abreißen und neu errichten: seine Pfalz, die Domkanoniker-Häuser und die Marienkirche. Als neue Gebäude entstanden unter ihm ein Peterskloster auf dem Burgberg und eine Bartholomäuskapelle. Dem neuen Kloster Sankt Walburg musste die kleine Heilig-Kreuz-Kirche weichen. Auch erneuerte er die Ummauerung der Stadt. Heribert glich somit Eichstätt architektonisch den bedeutendsten Bischofssitzen seiner Zeit an.
Er plante offenbar sogar eine Verlegung des Bischofssitzes. Während die ältere Forschung mit der Deutung von Nuenburhens mit der Zuordnung Nürnberg Widersprüche hervorrief, erscheint in der neueren Forschung der beabsichtigte Standort Neuburg an der Donau plausibel; dorthin wollte er sogar die Gebeine des Bistumsgründers Willibald überführen. Heinrich III. bzw. das Bistum Augsburg verhinderten jedoch, dass Neuburg in den Besitz Heriberts gelangte. Ob der Enttäuschung soll Heribert, so berichtet der Anonymus von Herrieden in seiner Eichstätter Bischofschronik (um 1075), auf dem Rückweg vom Kaiserhof in oder nahe Freising gestorben sein. Er wurde von dem Freisinger Bischof Nitker, der ihn begleitet hatte, im Kloster Freising bestattet.